# 中马铁路
中马铁路（中川至马家坪线）是甘肃省兰州新区的首条铁路，也是甘肃省投资建设的第一条地方铁路。线路从朱中铁路中川北站引出，向西接入兰新铁路马家坪站，总投资14亿元，按照国铁Ⅰ级标准建设，是长约30公里，设计时速160km/h的单线铁路，于2013年2月21日开工，12月20日全线贯通，用时仅十个月。